# Перито
Перѝто (на италиански: Perito; на неаполитански: Perit', Пъритъ) е село и община в Южна Италия, провинция Салерно, регион Кампания. Разположено е на 465 m надморска височина. Населението на общината е 1022 души (към 2010 г.).